# Eunidia kivuana
Eunidia kivuana es una especie de escarabajo longicornio del género Eunidia, subfamilia Lamiinae, tribu Eunidiini. Fue descrita científicamente por Breuning en 1952.
El período de vuelo ocurre en los meses de abril, junio, noviembre y diciembre.

## Descripción
Mide 4,5-6 milímetros de longitud.

## Distribución
Se distribuye por Costa de Marfil, República Centroafricana, República Democrática del Congo, República del Congo y República Sudafricana.